# Pristimantis ornatissimus
Espèce
Synonymes
- Hylodes ornatissimus Despax, 1911
- Eleutherodactylus ornatissimus (Despax, 1911)

Statut de conservation UICN

 EN A3c : En danger
Pristimantis ornatissimus est une espèce d'amphibiens de la famille des Craugastoridae.

## Répartition
Cette espèce est endémique du versant Ouest de la cordillère Occidentale en Équateur. Elle se rencontre entre 400 et 1 800 m d'altitude.

## Publication originale
- Despax, 1911 : Mission géodésique de l'Équateur. Collections recueillies par M. le Dr. Rivet. Batraciens anoures. Bulletin du Museum National d'Histoire Naturelle, Paris, vol. 17, p. 90-94 (texte intégral).